# Baptiste Gillet
Pour les articles homonymes, voir Gillet.
Baptiste Gillet, né le 29 novembre 2004 à Rennes, est un coureur cycliste français.

## Biographie
Baptiste Gillet est originaire de Boisgervilly. Très tôt intéressé par le cyclisme, il participe à ses premières compétitions durant sa jeunesse au Cyclo-Club Saint-Onen. Il intègre ensuite la structure du VC Pays de Loudéac en 2021 pour son entrée chez les juniors (moins de 19 ans). 
Lors de la saison 2022, il se distingue en remportant deux courses par étapes ainsi que le championnat de Bretagne du contre-la-montre juniors. La même année, il se fait remarquer au niveau international en terminant troisième du Chrono des Nations juniors, ou encore cinquième du Trophée Centre Morbihan et de la Ronde des vallées. Il prend aussi la septième place de la Classique des Alpes juniors, où il montre des aptitudes de grimpeur. 
En 2023, il décide de rejoindre la formation Morbihan Fybolia GOA pour ses débuts espoirs (moins de 23 ans). Bon rouleur, il s'adjuge le classement général du Circuit du Mené au printemps, après avoir remporté son contre-la-montre inaugural. Deux mois plus tard, il devient vice-champion de France du contre-la-montre amateurs. Il s'impose ensuite sur l'épreuve chronométrée du Tour des Deux-Sèvres, puis devient stagiaire au sein de l'équipe Arkéa-B&B Hotels. Peu avant de débuter son stage, il se classe deuxième du championnat de France du contre-la-montre espoirs.

## Palmarès et résultats

### Par année
- 2021
  - 1re étape du Grand Prix KBA-Vérandaline (contre-la-montre)
- 2022
  -  Champion de Bretagne du contre-la-montre juniors
  - Trophée Sébaco :
    - Classement général
    - 1re étape (contre-la-montre)

  - Tour du Carmausin Ségala :
    - Classement général
    - 1re étape (contre-la-montre)

  - 2e du Tour de Pontivy
  - 2e de la Ronde du Guinefort
  - 3e du championnat de Bretagne sur route juniors
  - 3e du Chrono des Nations juniors
- 2023
  - Circuit du Mené :
    - Classement général
    - 1re étape (contre-la-montre)

  - 3e étape du Tour des Deux-Sèvres (contre-la-montre)
  - 2e de la Route Vendéenne
  - 2e du championnats de France du contre-la-montre amateurs
  - 2e du championnats de France du contre-la-montre espoirs
  - 3e du championnat de Bretagne du contre-la-montre
  - 3e du Grand Prix d'Auray
- 2025
  - 2e du Tour d'Eure-et-Loir

### Classements mondiaux
| Année                                 | 2023  | 2024  |
| ------------------------------------- | ----- | ----- |
| Classement mondial                    | 2010e | 2221e |
| UCI Europe Tour                       | 1223e | nc    |
|                                       |       |       |
| Légende : nc = non classéSource : UCI |       |       |